# High School Musical (trilha sonora)
High School Musical é a trilha sonora do filme americano de mesmo nome, produzido para o canal a cabo Disney Channel. Nos Estados Unidos, o álbum foi lançado em 10 de janeiro de 2006.
A trilha sonora alcançou duas vezes o primeiro lugar na Billboard 200. Foi certificado nos Estados Unidos com quatro discos de platina e se tornou o álbum mais vendido daquele ano, tendo vendido mais de 3,7 milhões de cópias nos EUA e 7 milhões de cópias em todo o mundo. Até janeiro de 2016, o álbum vendeu 5 milhões de cópias nos EUA, tornando-se a trilha sonora de TV mais vendida desde 1991, quando a Nielsen SoundScan começou a monitorar as vendas de música.
O álbum também chegou no topo da lista dos álbuns mais vendidos pelos sites iTunes e Amazon.com. Das 11 faixas da edição americana do disco, 5 estiveram entre as 10 mais vendidas do iTunes, e 5 estiveram entre as 40 melhores da Billboard Hot 100 (lista americana com as músicas mais vendidas e tocadas pelas rádios). High School Musical é também a primeira trilha sonora a chegar na posição número 1 da Billboard 200 desde a trilha de Miami Vice.
No dia 23 de maio de 2006, o DVD do filme foi lançado e também, no mesmo dia, uma edição especial dupla da trilha sonora. O primeiro disco contém as faixas da edição normal, o segundo traz versões em karaokê das faixas principais. A edição especial também inclui um pôster dupla-face: de um lado, uma foto com os personagens Troy e Gabriella, e do outro, uma foto promocional do filme.

## Edição Brasileira
No Brasil, a trilha sonora de High School Musical chegou às lojas em julho de 2006, pela gravadora Universal Music. Além das 11 faixas, a edição brasileira contém duas faixas bônus, que são as versões karaokê das canções "Start Of Something New" e "Breaking Free". Algumas das canções originais do filme ganharam versões em português, gravadas por artistas brasileiros. No DVD duplo High School Musical: Remix, encontra-se "O Que Eu Procurava", versão de "What I've Been Looking For", cantada pela banda de rock alternativo Ludov.
No Brasil a trilha sonora ultrapassou a marca das 250.000 cópias vendidas e recebeu uma certificação dupla de platina.

## Lista de faixas

### Edição dos EUA
| Nu. | Título                                  | Cantada por                     | Compositor(es)                   | Tempo |
| --- | --------------------------------------- | ------------------------------- | -------------------------------- | ----- |
| 01. | "Start of Something New"                | Gabriella Montez e Troy Bolton  | Matthew Gerrard/Robbie Nevil     | 3:16  |
| 02. | "Get'cha Head in the Game"              | Troy                            | Ray Cham/Greg Cham/Andrew Seeley | 2:27  |
| 03. | "What I've Been Looking For"            | Sharpay Evans e Ryan Evans      | Andy Dodd/Adam Watts             | 2:03  |
| 04. | "What I've Been Looking For (Reprise)"  | Gabriella e Troy                | Andy Dodd/Adam Watts             | 1:22  |
| 05. | "Stick to the Status Quo"               | Elenco de HSM                   | David N. Lawrence/Faye Greenberg | 4:28  |
| 06. | "When There Was Me and You"             | Gabriella                       | Jamie Houston                    | 3:00  |
| 07. | "Bop to the Top"                        | Sharpay e Ryan                  | Randy Petersen/Kevin Quinn       | 1:45  |
| 08. | "Breaking Free"                         | Gabriella e Troy                | Jamie Houston                    | 3:27  |
| 09. | "We're All in This Together"            | Elenco de HSM                   | Matthew Gerrard/Robbie Nevil     | 3:51  |
| 10. | "I Can't Take My Eyes off of You"       | Gabriella, Troy, Sharpay e Ryan | Matthew Gerrard/Robbie Nevil     | 2:51  |
| 11  | "Get'cha Head in the Game (Versão Pop)" | B5                              | Ray Cham/Greg Cham/Andrew Seeley | 2:43  |

### Edição Internacional
| #   | Título                                        | Cantada por                     | Compositor(es)                   | Tempo |
| --- | --------------------------------------------- | ------------------------------- | -------------------------------- | ----- |
| 01. | Start Of Something New                        | Gabriella e Troy                | Matthew Gerrard/Robbie Nevil     | 3:16  |
| 02. | Get'cha Head In The Game                      | Troy e os Wildcats              | Ray Cham/Greg Cham/Andrew Seeley | 2:27  |
| 03. | What I've Been Looking For                    | Sharpay e Ryan                  | Andy Dodd/Adam Watts             | 2:03  |
| 04. | What I've Been Looking For (Reprise)          | Gabriella e Troy                | Andy Dodd/Adam Watts             | 1:19  |
| 05. | Stick To The Status Quo                       | Elenco de HSM                   | David Lawrence/Faye Greenberg    | 4:28  |
| 06. | When There Was Me And You                     | Gabriella                       | Jamie Houston                    | 3:00  |
| 07. | Bop To The Top                                | Sharpay e Ryan                  | Randy Petersen/Kevin Quinn       | 1:47  |
| 08. | Breaking Free                                 | Gabriella e Troy                | Jamie Houston                    | 3:27  |
| 09. | We're All In This Together                    | Elenco de HSM                   | Matthew Gerrard/Robbie Nevil     | 3:51  |
| 10. | I Can't Take My Eyes off of You               | Gabriella, Troy, Sharpay e Ryan | Matthew Gerrard/Robbie Nevil     | 2:51  |
| 11. | Get'cha Head In The Game [Pop Version]        | B5                              | Ray Cham/Greg Cham/Andrew Seeley | 2:43  |
| 12. | Start Of Something New [Karaoke Instrumental] |                                 | Matthew Gerrard/Robbie Nevil     | 3:31  |
| 13. | Breaking Free [Karaoke Instrumental]          |                                 | Jamie Houston                    | 3:42  |

### Edição especial (2CDs)
Disco 01
| #   | Título                                 | Cantada por                     | Compositor(es)                   | Tempo |
| --- | -------------------------------------- | ------------------------------- | -------------------------------- | ----- |
| 01. | Start Of Something New                 | Gabriella e Troy                | Matthew Gerrard/Robbie Nevil     | 3:16  |
| 02. | Get'cha Head In The Game               | Troy e os Wildcats              | Ray Cham/Greg Cham/Andrew Seeley | 2:27  |
| 03. | What I've Been Looking For             | Sharpay e Ryan                  | Andy Dodd/Adam Watts             | 2:03  |
| 04. | What I've Been Looking For (Reprise)   | Gabriella e Troy                | Andy Dodd/Adam Watts             | 1:19  |
| 05. | Stick To The Status Quo                | Elenco de HSM                   | David Lawrence/Faye Greenberg    | 4:28  |
| 06. | When There Was Me And You              | Gabriella                       | Jamie Houston                    | 3:00  |
| 07. | Bop To The Top                         | Sharpay e Ryan                  | Randy Petersen/Kevin Quinn       | 1:47  |
| 08. | Breaking Free                          | Gabriella e Troy                | Jamie Houston                    | 3:27  |
| 09. | We're All In This Together             | Elenco de HSM                   | Matthew Gerrard/Robbie Nevil     | 3:51  |
| 10. | I Can't Take My Eyes off of You        | Gabriella, Troy, Sharpay e Ryan | Matthew Gerrard/Robbie Nevil     | 2:18  |
| 11  | Get'cha Head In The Game [Pop Version] | B5                              | Ray Cham/Greg Cham/Andrew Seeley | 2:43  |

Disco 2
| #   | Título                          | Cantada por          | Compositor(es)                   | Tempo |
| --- | ------------------------------- | -------------------- | -------------------------------- | ----- |
| 01. | Start Of Something New          | Karaoke Instrumental | Matthew Gerrard/Robbie Nevil     | 3:16  |
| 02. | Get'cha Head In The Game        | Karaoke Instrumental | Ray Cham/Greg Cham/Andrew Seeley | 2:27  |
| 03. | What I've Been Looking For      | Karaoke Instrumental | Andy Dodd/Adam Watts             | 2:03  |
| 04. | When There Was Me And You       | Karaoke Instrumental | Jamie Houston                    | 3:00  |
| 05. | Bop To The Top                  | Karaoke Instrumental | Randy Petersen/Kevin Quinn       | 1:47  |
| 06. | Breaking Free                   | Karaoke Instrumental | Jamie Houston                    | 3:27  |
| 07. | We're All In This Together      | Karaoke Instrumental | Matthew Gerrard/Robbie Nevil     | 3:51  |
| 08. | I Can't Take My Eyes off of You | Karaoke Instrumental | Matthew Gerrard/Robbie Nevil     | 2:51  |

## Desempenho nas tabelas musicais
| Parada (2006—07)                           | Melhor posição |
| ------------------------------------------ | -------------- |
| Alemanha (Offizielle Deutsche Charts)      | 22             |
| Argentina (CAPIF)                          | 1              |
| Austrália (ARIA)                           | 1              |
| Áustria (Ö3 Austria Top 40)                | 13             |
| Bélgica (Ultratop Valônia)                 | 55             |
| Dinamarca (Hitlisten)                      | 12             |
| Espanha (PROMUSICAE)                       | 6              |
| Estados Unidos (Billboard 200)             | 1              |
| Estados Unidos (Digital Albums)            | 17             |
| Estados Unidos (Top Catalog Albums)        | 8              |
| Estados Unidos (Billboard Top Soundtracks) | 1              |
| França (SNEP)                              | 6              |
| México (Top 100)                           | 22             |
| Noruega (VG-lista)                         | 6              |
| Nova Zelândia (RMNZ)                       | 1              |
| Países Baixos (Dutch Charts)               | 11             |
| Reino Unido (OCC)                          | 1              |
| Suíça (Schweizer Hitparade)                | 63             |
| Venezuela (IFPI)                           | 1              |

| Chart (2006)                               | Posição |
| ------------------------------------------ | ------- |
| Alemanha (Offizielle Top 100)              | 182     |
| Austrália (ARIA)                           | 27      |
| Áustria (Ö3 Austria)                       | 121     |
| Estados Unidos (Billboard 200)             | 2       |
| Estados Unidos (Billboard Digital Albums)  | 10      |
| Estados Unidos (Billboard Kid Albums)      | 1       |
| Estados Unidos (Billboard Top Soundtracks) | 1       |
| Noruega (VG-lista)                         | 55      |
| Chart (2007)                               | Posição |
| Alemanha (Offizielle Top 100)              | 44      |
| Dinamarca (Hitlisten)                      | 49      |
| Estados Unidos (Billboard 200)             | 37      |
| Estados Unidos (Billboard Kid Albums)      | 4       |
| Estados Unidos (Billboard Top Soundtracks) | 4       |

## Vendas e certificações
| Região                                                                                             | Certificação | Vendas     |
| -------------------------------------------------------------------------------------------------- | ------------ | ---------- |
| Alemanha (BVMI)                                                                                    | Platina      | 200,000^   |
| Argentina (CAPIF)                                                                                  | 4× Platina   | 160,000^   |
| Austrália (ARIA)                                                                                   | Platina      | 70,000^    |
| Áustria (IFPI Áustria)                                                                             | Platina      | 30,000*    |
| Brasil (Pro-Música Brasil)                                                                         | 2× Platina   | 160,000*   |
| Canadá (Music Canada)                                                                              | Platina      | 100,000^   |
| Dinamarca (IFPI Dinamarca)                                                                         | Ouro         | 20,000^    |
| Estados Unidos (RIAA)                                                                              | 4× Platina   | 5,000,000  |
| França (SNEP)                                                                                      | Ouro         | 79,500     |
| Hungria (MAHASZ)                                                                                   | Ouro         | 10,000^    |
| Irlanda (IRMA)                                                                                     | 4× Platina   | 60,000^    |
| México (AMPROFON)                                                                                  | 2× Platina   | 250,000^   |
| Polônia (ZPAV)                                                                                     | Ouro         | 10,000*    |
| Reino Unido (BPI)                                                                                  | 4× Platina   | 1,200,000  |
| Venezuela (APFV)                                                                                   | 4× Platina   | 20,000*    |
| Resumo                                                                                             |              |            |
| Europa (IFPI)                                                                                      | Platina      | 1,000,000* |
| *números de vendas baseados somente na certificação ^distribuições baseadas apenas na certificação |              |            |

## Histórico de lançamento
| País           | Data                   | Gravadora                               | Formato |
| -------------- | ---------------------- | --------------------------------------- | ------- |
| Estados Unidos | 10 de janeiro de 2006  | Walt Disney                             | CD      |
| Canadá         | 10 de janeiro de 2006  | Walt Disney                             | CD      |
| Austrália      | 27 de maio de 2006     | EMI                                     | CD      |
| África do Sul  | 13 de novembro de 2006 | EMI                                     | CD      |
| Índia          | Outubro de 2006        | Times Music                             | CD      |
| Japão          | 17 de janeiro de 2006  | Avex Marketing                          | CD      |
| Estados Unidos | 17 de agosto de 2018   | Walt Disney, Urban Outfitters Exclusive | LP      |